# Carola Nitschke

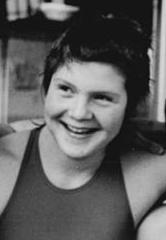
Carola Nitschke, nachdem die Lagenstaffel bei den DDR-Meisterschaften 1976 einen Weltrekord aufgestellt hat.

Carola Nitschke (* 1. März 1962 in Berlin, nach Heirat Carola Beraktschjan) ist eine ehemalige Schwimmerin, die für die DDR startete. Beraktschjan ist Opfer des staatlich verordneten Dopings im DDR-Leistungssport.

## Karriere
Carola Nitschke vom SC Dynamo Berlin gewann bei den DDR-Meisterschaften 1976 die Titel auf beiden Brustdistanzen jeweils vor Hannelore Anke, wobei Nitschke über 100 Meter Brust in 1:11,93 min den Weltrekord verbesserte. Zusammen mit Monika Seltmann, Andrea Pollack und Barbara Krause gewann sie auch die Lagenstaffel und stellte dabei in 4:13,41 min einen neuen Weltrekord auf.
Bei den Olympischen Spielen 1976 in Montreal, die sechs Wochen nach den DDR-Meisterschaften ausgetragen wurden, schwamm die DDR-Lagenstaffel im Vorlauf in der Besetzung Birgit Treiber, Carola Nitschke, Rosemarie Gabriel und Andrea Pollack in 4:13,98 min die beste Zeit. Im Finale schwammen dann Ulrike Richter, Hannelore Anke, Andrea Pollack und Kornelia Ender in 4:07,95 min einen neuen Weltrekord und siegten mit über sechs Sekunden Vorsprung vor der US-Staffel. Drei Tage später gewannen über 200 Meter Brust drei sowjetische Schwimmerinnen die Medaillen vor drei DDR-Schwimmerinnen, Carola Nitschke belegte den sechsten Platz. Weitere drei Tage später gewann Hannelore Anke die Goldmedaille über 100 Meter Brust, nachdem sie bereits im Vorlauf und im Halbfinale den Weltrekord verbessert hatte; hinter Hannelore Anke und zwei sowjetischen Schwimmerinnen belegte Carola Nitschke den vierten Platz.
Bei den DDR-Meisterschaften 1977 belegte Carola Nitschke hinter Ramona Reinke den zweiten Platz über 100 Meter Brust. Die Lagenstaffel des SC Dynamo Berlin in der Besetzung Birgit Matz, Nitschke, Pollack und Krause verteidigte den Titel aus dem Vorjahr. Bei den Schwimmeuropameisterschaften 1977 siegte Julija Bogdanowa über beide Brustdistanzen, über 100 Meter erhielt Carola Nitschke die Silbermedaille und Ramona Reinke Bronze. Die Lagenstaffel der DDR mit Ulrike Richter, Carola Nitschke, Andrea Pollack und Barbara Krause gewann den Europameistertitel vor der sowjetischen Staffel. 1978 und 1979 gewann Carola Nitschke noch zweimal den DDR-Meistertitel mit der Berliner Lagenstaffel.
1998 trat die nunmehr verheiratete Carola Beraktschjan vor Gericht als Zeugin gegen ihren früheren Trainer auf und beschuldigte diesen der Verabreichung anaboler Steroide. Das Gericht wertete das Doping als Körperverletzung und verurteilte den früheren Trainer zu einer Geldstrafe.